# Eiraku Tsūhō
Yongle Tongbao (永楽通宝?   «Moneda circulante de Yongle») era la divisa usada en la Antigua China, durante el reinado del tercer emperador de la Dinastía Ming, Yongle (1402 - 1424). Estas monedas fueron exportadas en grandes cantidades a Japón durante el período Muromachi y en el período Edo circularon de facto, tomando el nombre de Eiraku-sen (永楽銭?   «Moneda Eiraku») .

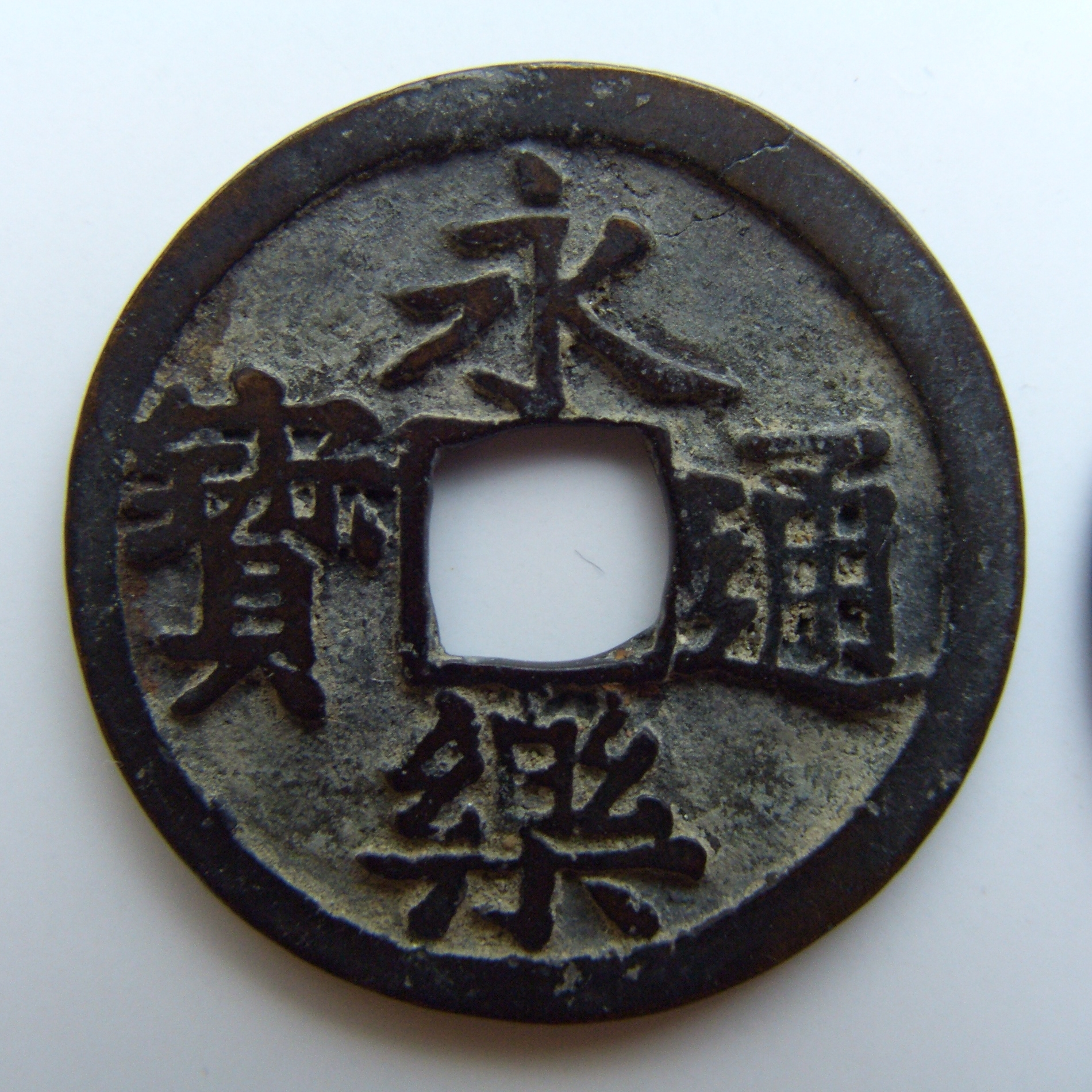
Yongle Tongbao.

El daimyō Oda Nobunaga usó el diseño de la moneda para su estandarte.